# Хлорид тантала(IV)
Хлорид тантала(IV) — неорганическое соединение, соль металла тантала и соляной кислоты с формулой TaCl4, 
тёмно-зелёные кристаллы, 
реагирует с водой.

## Получение
- Отгоняется в вакууме при нагревании хлорида тантала(V) с алюминием:

{\displaystyle {\mathsf {3TaCl_{5}+Al\ {\xrightarrow {T,AlCl_{3}}}\ 3TaCl_{4}+AlCl_{3}}}}
- Нагреванием в вакууме хлоридов тантала(V) и тантала(III):

{\displaystyle {\mathsf {TaCl_{5}+TaCl_{3}\ {\xrightarrow {T}}\ 2TaCl_{4}}}}

## Физические свойства
Хлорид тантала(IV) образует тёмно-зелёные кристаллы
моноклинной сингонии.

## Химические свойства
- Разлагается (диспропорционирует) при нагревании:

{\displaystyle {\mathsf {2TaCl_{4}\ {\xrightarrow {280^{o}C}}\ TaCl_{3}+TaCl_{5}}}}
- Реагирует с водой:

{\displaystyle {\mathsf {4TaCl_{4}+10H_{2}O\ {\xrightarrow {}}\ 2TaCl_{3}+Ta_{2}O_{5}\cdot 5H_{2}O+10HCl}}}
- Реагирует с щелочами:

{\displaystyle {\mathsf {2TaCl_{4}+14NaOH\ {\xrightarrow {}}\ 2Na_{3}TaO_{4}+8NaCl+6H_{2}O+H_{2}}}}